# 177-ма окрема гвардійська транспортна авіаційна ескадрилья (СРСР)
177-ма окрема гвардійська Волгоградська ордена Червоного Прапора транспортна авіаційна ескадрилья — формування Військово-повітряних сил СРСР, що існувало у 1940—1992 роках.
Після розпаду СРСР у 1992 році ескадрилья увійшла до складу Збройних сил України, і згодом переформована як 456-та бригада транспортної авіації.

## Історія
З'єднання сформовано 1940 року на аеродромі Сохондо Читинської області Забайкальського військового округу як 250-й важкий бомбардувальний авіаційний полк у складі 4-х авіаційних ескадрилей важких бомбардувальників ТБ-3. З травня 1942 у складі 22-й авіаційної дивізії. Незважаючи на численні перейменування 22-ї авіадивізії, залишався у її складі до 1945 року.
Наказом Наркома оборони СРСР No. 250 від 18 серпня 1942 перетворений у 4-й гвардійський авіаполк дальньої дії. Тоді ж частина отримала літаки Лі-2. На підставі Директиви Генерального штабу No. Орг/10/315706 від 26 грудня 1944 формування перейменовано у 220-й гвардійський бомбардувальний авіаційний полк.
1953 року полк реформують у 177-му окрему гвардійську транспортну авіаційну ескадрилью при штабі 43-ї Повітряної армії (Вінниця).
У вересні 1991 року 177-му ескадрилью перетворили на 456-й окремий гвардійський змішаний Волгоградський ордена Червоного Прапора авіаційний полк.
Після розпаду СРСР у 1992 році ескадрилья увійшла до складу Збройних сил України, і згодом переформована як 456-та бригада транспортної авіації.

## Командування
- Перший командир — Іван Іванович Глущенко (1941)